# Paul-Joseph Blanc
Paul-Joseph Blanc (Parigi, 25 gennaio 1846 – Parigi, 5 luglio 1904) è stato un pittore francese.

## Biografia
Nacque da Florent Blanc, postino, e Germaine Louise Virginie Gallon.
Allievo di Émile Bin e di Alexandre Cabanel, vinse il Prix de Rome nel 1867 con l'opera "L'assassinio di Laio da parte di Edipo". Il suo atelier si trovava a Montmartre e accolse diversi allievi. Nel 1889 fu nominato professore all'École des beaux-arts di Parigi.

Blanc fu, a suo modo, un pittore neoclassico, e, per i ritratti, accademico. Fu dunque un epigono della grande pittura del precedente cinquantennio. Ciononostante egli mostrò di aver acquisito una visione della composizione pittorica e una tecnica esecutiva già chiaramente evolute. 

Dipinse soggetti religiosi, mitologici e storici, e fu anche un noto ritrattista di uomini politici famosi, come Clemenceau, Léon Gambetta, Paul Bert.
Oltre, e forse più che per i ritratti, egli è noto per aver partecipato alla decorazione di molti edifici importanti, primi fra tutti il Pantheon di Parigi, con tre episodi della vita di Clodoveo ("Il voto alla battaglia di Tolbiac", "Il battesimo" e "Il trionfo"), e l'Opéra comique. Ma lavorò anche al Municipio di Parigi e in altri edifici. 
Joseph Blanc fu il disegnatore dei francobolli della serie "tipo bianco". Il punzone originale, realizzato su suo disegno, fu inciso su un blocco di legno di bosso ed è oggi conservato nel "Museo delle Poste" di Parigi.

## Allievi
- Henri Bouché-Leclercq (1878-1946)
- Georges Charrier (1859-1950)
- Georges Chicotot (1865-1937)
- Edmond Defonte (1862-1948)
- Léon-Laurent Galand (1872-1960)
- Pierre Gatier (1878-1944)
- Octave Denis Victor Guillonnet (1872-1967)
- Robert Kastor (1872-1935)
- Gustave Henri Marchetti (1873-1938)
- Gustave Maunoir (1872-1943)
- Pierre-Victor Robiquet (1879-1951)

## Galleria d'immagini

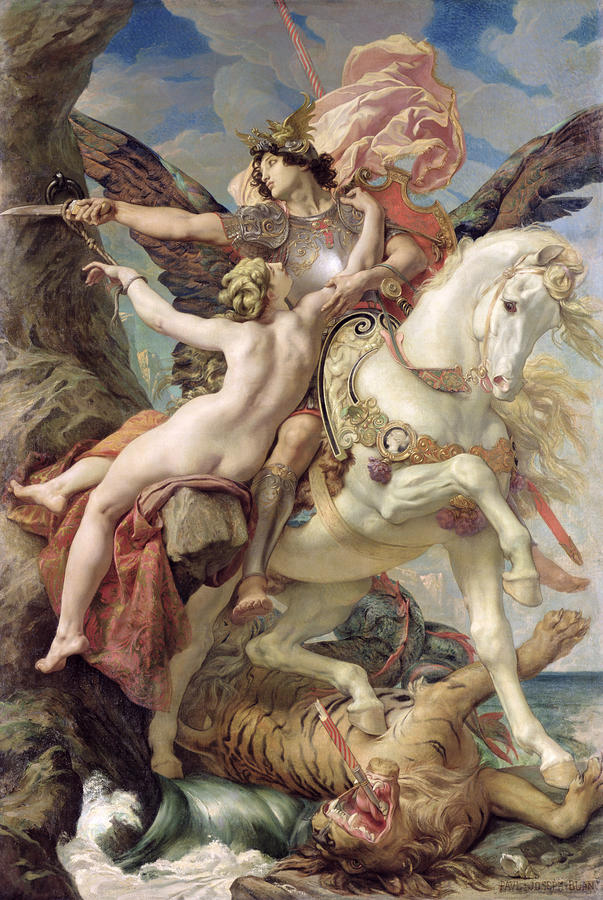
Ruggero salva Angelica
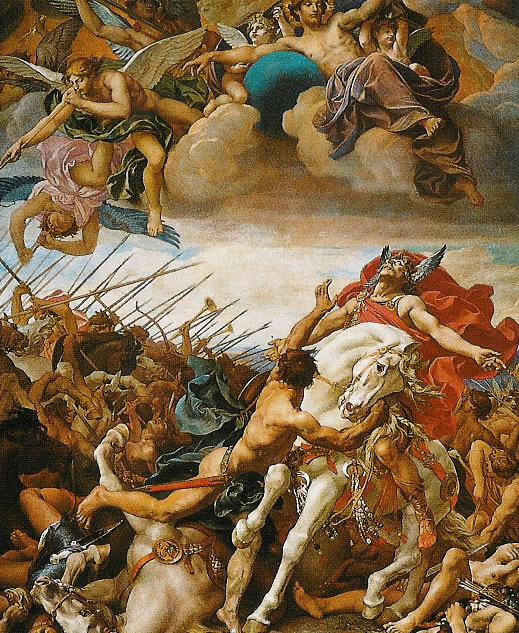
La battaglia di Tolbiac
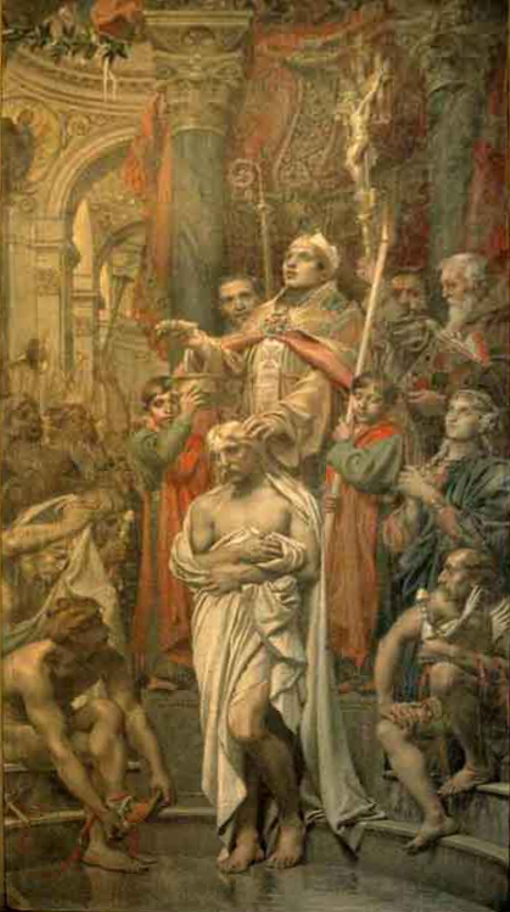
Il battesimo di Clodoveo